# NGC 591
NGC 591 ist eine linsenförmige Galaxie mit aktivem Galaxienkern vom Hubble-Typ SB0/a im Sternbild Andromeda am Nordsternhimmel. Sie ist schätzungsweise 210 Millionen Lichtjahre von der Milchstraße entfernt und hat einen Durchmesser von etwa 80.000 Lichtjahren. Sie gilt als Mitglied der NGC-507-Gruppe. 

Im selben Himmelsareal befinden sich u. a. die Galaxien NGC 587 und NGC 621.
Das Objekt wurde am 10. Oktober 1866 von dem US-amerikanischen Astronomen Truman Henry Safford entdeckt.